# بهداشت محیط
بهداشت محیط (به انگلیسی: Environmental health) عبارت است از کنترل همه عواملی که اثر سویی بر پایدار ماندن سلامت انسان می‌گذارند. این شامل بیماری‌های زیادی می‌شود که از طریق آب، هوا، مواد غذایی و بسیاری از عوامل محیطی دیگر سلامت انسان را تهدید می‌کنند. بهداشت محیط همچنین دربرگیرنده مطالعه فاکتورهای محیطی مضر برای سلامت انسان و شناخت و پیشگیری و رفع اثرهای ناشی از این عوامل است.

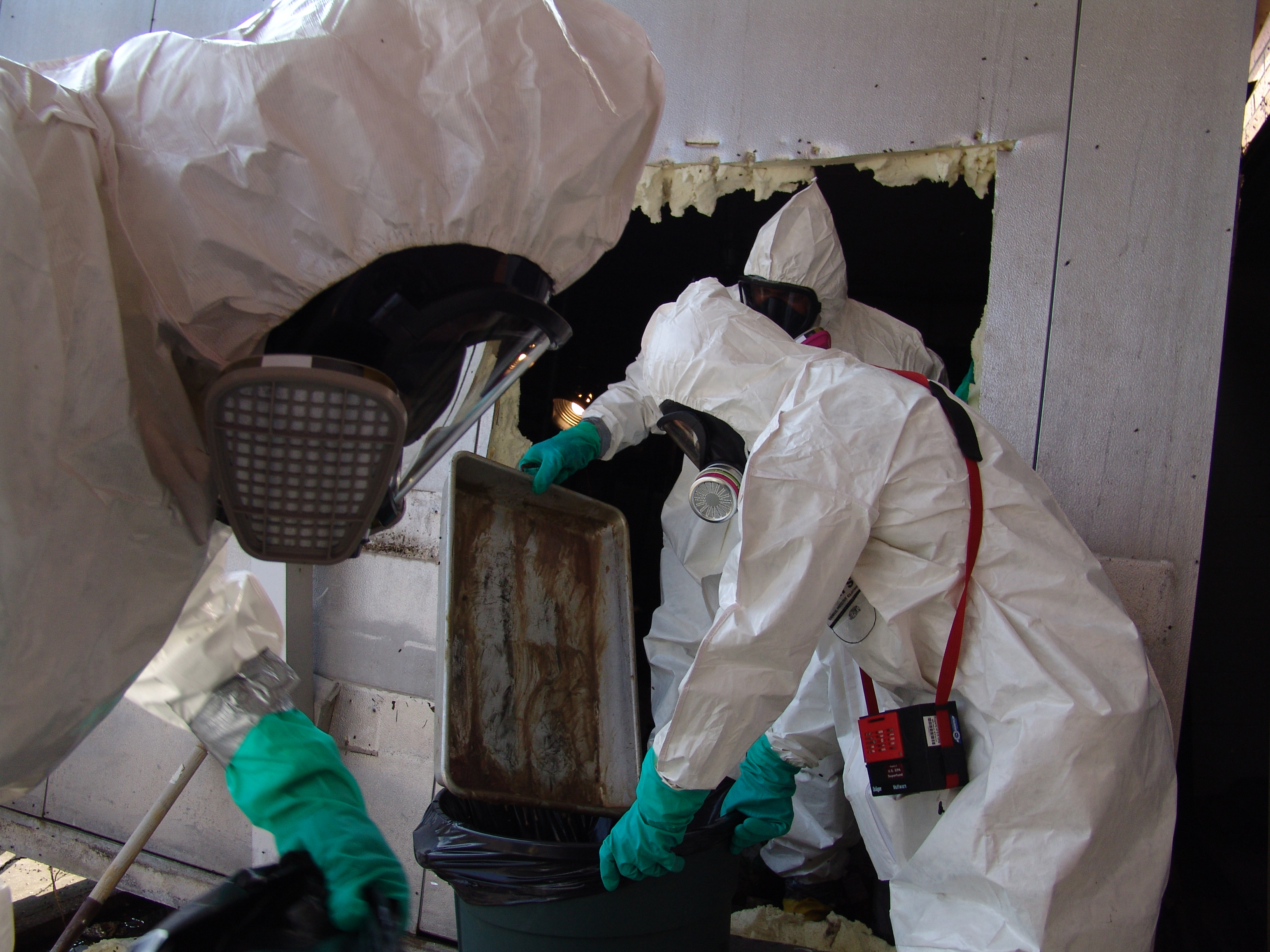
سازمان مدیریت بحران فدرال / آژانس حفاظت محیط زیست ایالات متحده آمریکا تیم مواد خطرناک، در حال از بین بردن مواد خطرناک بعد از طوفان کاترینا، ۲۰۰۵

جنبه‌های دیگر بهداشت محیط به بهداشت محیط عمومی و حفاظت بهداشت عمومی / حفاظت بهداشت محیط عمومی اشاره می‌کند. بهداشت محیط نباید با حفاظت محیط زیست اشتباه گرفته شود، بهداشت محیط در مورد حفاظت از هر دو محیط طبیعی و انسان ساخت برای سلامت انسان‌ها می‌باشد، درحالی‌که، حفاظت از محیط زیست از محیط طبیعی برای حفظ اکوسیستم، محافظت می‌کند.
«بهداشت محیط تمام جنبه‌های فیزیکی، شیمیایی و فاکتورهای بیولوژیکی ظاهری افراد و همه فاکتورهای مؤثر رفتاری را اداره می‌کند.» این موضوع شامل ارزیابی و کنترل فاکتورهای محیطی می‌باشد که بالقوه روی سلامت تأثیر دارند. بهداشت محیط، پیشگیری از بیماری‌ها و حمایت از محیط‌های سالم را هدف خود قرار داده‌است. این تعریف در مقابل رفتارهای مرتبط با محیط، همچنین رفتارهای مرتبط با محیط اجتماعی و فرهنگی و ژنتیکی قرار نمی‌گیرد. در واقع هدف بهداشت محیط کنترل کلیه عواملی است که بالقوه و بالفعل تأثیرات سویی بر بقاء و سلامتی انسان اعمال می‌کنند. برای رسیدن به این هدف، بهره‌گیری اصول مهندسی و دانش زیست‌محیطی به منظور کنترل، اصلاح و بهبود عوامل فیزیکی، شیمیایی و بیولوژیک محیط جهت حفظ و ارتقاء سلامتی و رفاه و آسایش انسان ضرورت می‌یابد.
خیلی ساده بهداشت محیط عبارتست از: کنترل عوامل محیطی (هوا، آب و خاک) به نحوی که برای انسان و متعلقات آن زیان‌آور نباشند.
بهداشت محیط عبارت است از کنترل عواملی از محیط زندگی که به نحوی در رفاه و سلامت بدنی روانی و اجتماعی انسان تأثیر دارند یا خواهند داشت.
مطابق با آیین‌نامه بهداشت محیط مصوب مورخه ۱۳۷۱/۴/۲۴ هیئت دولت جمهوری اسلامی ایران و همچنین آیین‌نامه اجرایی قانون اصلاح ماده ۱۳ قانون مواد خوردنی، آشامیدنی، آرایشی و بهداشتی مصوب ۱۳۹۲/۳/۱۸ تعریف «بهداشت محیط» عبارت است از کنترل عواملی از محیط زندگی که به گونه‌ای روی سلامت جسمی، روانی و اجتماعی انسان تأثیر می‌گذارند.
در این تعریف به مجموعه‌ای از آب و هوا و خاک و روابط بین آن‌ها و کلیه موجودات زنده «محیط» می‌گویند. به‌طور کلی محیط به مجموعه‌ای از عوامل و شرایط خارجی و تأثیرات وارده ناشی از آن‌ها بر زندگی یک موجود اطلاق می‌گردد.
و یا به عبارتی دیگری توازن و تطابقی که باید میان انسان و محیط زیست او وجود داشته باشد تا موجبات بهزیستی جسمی روانی و اجتماعی برای او فراهم شود و پیشگیری از بیماری‌ها به‌وسیلهٔ کنترل و از بین بردن عوامل محیطی که در انتقال و برقراری بیماری مؤثر هستند مورد نظر است.
تعریف بهداشت محیط توسط سازمان بهداشت جهانی:
جنبه‌هایی از سلامت انسان‌ها و بیماری‌ها که به‌وسیلهٔ عوامل محیطی مشخص می‌شوند. همچنین به تئوری و ارزیابی و کنترل عوامل محیطی، اشاره دارد که می‌توانند بالقوه روی بهداشت و سلامت تأثیر بگذارند.
تعریف بهداشت محیط که توسط سازمان WHO در اروپا استفاده می‌شود شامل هر دو اثرات مستقیم پاتولوژیک مواد شیمیایی، تشعشعی و برخی از عوامل بیولوژیکی و اثرات آن‌ها (اغلب غیرمستقیم) بر روی سلامت و رفاه جسمی، روانی، اجتماعی و محیط فرهنگی، شامل مسکن، توسعه شهری، زمین مورد استفاده و حمل و نقل می‌باشد.
تعریف بهداشت محیط توسط سازمان بهداشت جهانی:
ابزار انجام سیاست‌های بهداشت محیط، نظارت و کنترل فعالیت‌ها می‌باشد. همچنین، آن‌ها این نقش‌ها را با ترویج بهبود بخشیدن به پارامترهای محیطی و تشویق استفاده از فناوری و رفتارهای سازگار با محیط زیست، انجام می‌دهند. آن‌ها پیشرو در توسعه و سیاست‌های جدید می‌باشند.
پزشکی محیط زیست به عنوان یک شاخه از پزشکی میدان وسیع تری از بهداشت محیط را در نظر می‌گیرد. این اصطلاحات به‌طور کامل مشخص نشده‌اند و در بسیاری از کشورهای اروپایی آن‌ها را به جای یکدیگر استفاده می‌کنند.

## روز ملی بهداشت محیط
۱۱ اسفند روز ملی بهداشت محیط در ایران.
روز ملی بهداشت محیط یک فرصت است که اهداف رشته بهداشت محیط و همچنین فعالیت‌هایی که فعالان رشته مهندسی بهداشت محیط انجام داده‌اند به اطلاع مسئولان و مردم رسانده شود. می‌توان از این روز جهت تغییر نگاه مسئولان و جلب توجه بیشتر آنان به اهداف زیست‌محیطی و بهداشتی بهره برد.
می‌توان با بیان راهکارهای کنترل آلودگی هوا، دفع پسماند، جمع‌آوری و تصفیه فاضلاب نظر مردم و مسئولان را جلب کرد. می‌توان حساسیت‌های لازم جهت اجرای طرح‌های پیشنهادی را برانگیخت و …

## تصویب عنوان مهندسی کارشناسی بهداشت محیط
پس سال‌ها پیگیری توسط بورد بهداشت محیط، کارشناسان، فارغ التحصیلان و… عنوان مهندسی برای رشته کارشناسی بهداشت محیط در سال ۱۳۸۹ به تصویب نهایی شورای گسترش دانشگاه‌های علوم پزشکی کشور رسید. درج این عنوان علاوه بر رفع مشکل فارغ التحصیلان این رشته در محیط‌های اداری و صنعتی، سبب گسترش روزافزون علاقه‌مندی دانشجویان رشته مهندسی بهداشت محیط گردد.
ضمن تبریک این مهم گفتنی است تصویب عنوان مهندسی، خواسته به حق جامعه بهداشت محیط ایران برای مقطع فوق، در سالهای گذشته مورد بی‌توجهی وزرات بهداشت بوده‌است. تا جایی که درج نام مهندسی برای مقاطع کارشناسی و بالاتر در رشته بهداشت حرفه‌ای و بی‌توجهی به در خواست‌های مکرر جامعه بهداشت محیط ایران و عنایت به این که واحدهای فنی مهندسی این دو رشته به هیچ وجه قابل قیاس نمی‌باشد، سبب اعتراضات گسترده شده بود.
هنوز هیج نظام مهندسی برای رشته مهندسی بهداشت محیط در نظر گرفته نشده‌است و بهداشت محیط فاقد نظام مهندسی در ایران است.

## بهداشت تخصصی محیط
بهداشت تخصصی محیط ممکن است به نام‌های مأموران بهداشت محیط، بازرسان بهداشت عمومی، متخصصان بهداشت محیط، پزشکان سلامت محیط زیست یا کارشناسان بهداشتی شناخته شوند. در بیشتر کشورهای اروپایی، پزشکان و دامپزشکان در بهداشت محیط نقش دارند. در انگلستان، پزشکان باید مدرک فارغ‌التحصیلی در رابطه با بهداشت محیط داشته باشند و توسط مؤسسه حرفه‌ای بهداشت محیط تصدیق و ثبت نام شده باشند. در کانادا، پزشکان در بهداشت محیط نیاز دارند مدرک کارشناسی تأیید شده خود را همراه با گواهی نامه‌های حرفه‌ای ملی – گواهی در بازرسی بهداشت، داشته باشند. در بسیاری از ایالت‌های ایالات متحده نیز نیاز است که افراد برای فعالیت در بهداشت محیط مدرک لیسانس و مجوز حرفه‌ای داشته باشند. قوانین ایالتی کالیفرنیا دامنه عمل بهداشت محیط را به شرح زیر تعریف می‌کند:
«دامنه فعالیت در بهداشت محیط» به معنی فعالیت در حوزه بهداشت محیط، توسط ثبت نام متخصصان بهداشت محیط زیست در بخش‌های دولتی و خصوصی شامل این مقوله می‌باشد اما محدود به سازمان، مدیریت، آموزش و پرورش، اجرا، مشاوره و واکنش اضطراری به منظور پیشگیری از خطرات زیست‌محیطی و ارتقاء و حفاظت از بهداشت عمومی و محیط زیست در زمینه‌های: محافظت از مواد غذایی، مسکن، بهداشت محیط سازمانی، استفاده از زمین، کنترل صوتی جامعه، مناطق شنای تفریحی و آب‌ها، کنترل تابش الکترومغناطیسی؛ جامد، مایع و مدیریت مواد خطرناک، کنترل مخازن ذخیره زیرزمینی، سیستم‌های سپتیک در محل، کنترل حامل، کیفیت آب آشامیدنی، بهداشت آب، آمادگی در مواقع اضطراری و شیر و بهداشت مواد لبنی به موجب بخش ۳۳۱۱۳ کد غذا و کشاورزی، نمی‌شود.
بهداشت تخصصی محیط مدرن، ریشه در جنبش عمومی بهداشت و سلامت مردم انگلستان دارد. این موضوع توسط سر ادوین چادویک که مسئول لغو قوانین ضعیف و مؤسس و رئیس انجمن بازرسان بهداشت عمومی در سال ۱۸۸۴ بود پایه‌گذاری شد که امروزه مؤسسه حرفه‌ای بهداشت محیط نامیده می‌شود.

## رشته‌ها
سه رشته اصلی در حوزه بهداشت محیط همکاری می‌کنند: اپیدمیولوژی زیست‌محیطی، سم‌شناسی و علوم آسیب‌پذیری. هر کدام از این رشته‌ها با اطلاعات مختلف به توصیف مشکلات زیست‌محیطی کمک می‌کنند اما همپوشانی هم بین آن‌ها وجود دارد.
- اپیدمیولوژی محیط زیست در مورد ارتباط بین برخورد محیط و سلامت انسان‌ها، مطالعه می‌کند (شامل در معرض قرار گرفتن شیمیایی، تشعشعی، مواد میکروبی و غیره). مطالعات مشاهده‌ای، مشاهده افرادی که این موارد را تجربه کرده‌اند در اپیدمیولوژی محیط زیست عمومی است زیرا از لحاظ اخلاقی نمی‌توان انسان‌ها را در معرض عوامل شناخته شده یا مشکوک به بیماری قرار داد. هرچند عدم توانایی در استفاده از طرح‌های مطالعه تجربی یک محدودیت در مطالعات اپیدمیولوژی محیط زیست می‌باشد، اما این رشته تأثیرات مواد را بر سلامت انسان مستقیماً مشاهده می‌کند به جای اینکه تأثیرات مطالعه بر روی حیوانات را روی انسان‌ها حدس بزند.
- سم‌شناسی چگونگی ایجاد پیامدهای خاص بهداشتی ناشی از تماس‌های محیطی را مطالعه می‌کند، به‌طور کلی حیوانات، به عنوان وسیله‌ای برای درک نتایج احتمالی سلامت انسان‌ها استفاده می‌شوند. سم‌شناسی قادر به انجام آزمایش‌های تصادفی کنترل شده و سایر مطالعات تجربی می‌باشد زیرا می‌توانند از حیوانات استفاده کنند. به هر حال تفاوت‌هایی در بیولوژی حیوان و انسان وجود دارد، در نتیجه هنگام تفسیر نتایج حاصل از مطالعات حیوانی برای پیامدهای آن بر سلامت انسان، عدم قطعیت وجود دارد.
- علوم آسیب‌پذیری، قرار گرفتن انسان در معرض آلاینده‌های زیست‌محیطی را به دو صورت شناسایی و کمی کردن میزان مواجه، مطالعه می‌کند. این علم می‌تواند به اپیدمیولوژی زیست‌محیطی با توصیف بهتر در معرض قرار گرفتن عوامل زیست‌محیطی کمک کند که ممکن است به یک نتیجه بهداشتی خاص منجر شود. شناسایی عوامل مواجه مشترک با سلامت می‌تواند به درک بهتر مطالعات سم‌شناسی کمک کند یا در ارزیابی میزان خطر استفاده شود، خواه، سطح فعلی در معرض قرار گرفتن با این عوامل از سطح توصیه شده تجاوز کند. علم آسیب‌پذیری یک مزیت نسبت به تعیین دقیق کمیت یک ماده شیمیایی خاص در معرض دارد، اما این موضوع نمی‌تواند مثل اپیدمیولوژی یا سم‌شناسی، برای هر اطلاعاتی در مورد سلامت، عمومیت داشته باشد.

اطلاعات به‌دست آمده از این سه علم می‌تواند در ارزیابی خطر، در مورد یک ماده شیمیایی خاص یا مخلوط مواد شیمیایی کمک کند، و تعیین کند که آیا قرار گرفتن در معرض این عوامل تهدید قابل توجهی برای سلامت انسان می‌باشد یا خیر. این موضوع به نوبه خود می‌تواند برای توسعه و اجرای سیاست‌های بهداشت محیط مورد استفاده قرار بگیرد، به عنوان مثال، تنظیم میزان انتشار مواد شیمیایی یا تحمیل استانداردهای بهداشتی.

## نگرانی‌ها
بهداشت محیط مشترک با مهندسان محیط زیست در مورد تمام مسایل مربوط به سلامت انسان از هر دو جنبه محیط طبیعی و محیط انسان ساخت صحبت می‌کند. نگرانی‌های بهداشت محیط شامل موارد زیر می‌باشد:
- کیفیت هوا، شامل کیفیت هوای محیط بیرون، همچنین نگرانی در مورد دود تنباکو محیطی.
- ایمنی هنرهای بدنی، ازجمله تاتو، سوراخ کردن بدن و لوازم آرایشی دائمی
- تغییرات جوی و اثرات آن روی سلامت
- آمادگی و پاسخ
- ایمنی غذا شامل کشاورزی، حمل و نقل، پروسه تهیه غذا، عمده فروشی و خرده فروشی و فروش.
- مدیریت مواد خطرناک زیستی، از جمله مدیریت زباله‌های خطرناک، بازسازی مکان‌های آلوده، جلوگیری از نشت مخازن ذخیره زیرزمینی، جلوگیری از انتشار مواد خطرناک به محیط زیست و پاسخ به شرایط اضطراری ناشی از انتشار این گونه مواد.
- مسکن، از جمله کاهش خانه‌های استاندارد و بازرسی از زندان‌ها و زندانیان.
- پیشگیری از مسمومیت با سرب در دوران کودکی
- برنامه‌ریزی برای استفاده از زمین ازجمله رشد هوشمند
- دفع زباله‌های مایع از جمله تصفیه آب و فاضلاب شهری و سیستم دفع فاضلاب در محل، مثل سیستم‌های ذخیره سپتیک و توالت‌های شیمیایی
- مدیریت و دفع زباله‌های بیمارستانی
- کنترل آلودگی صوتی در محیط زیست عمومی انسانها
- بهداشت عمومی و بهداشت محیط
  - پیشگیری از بیماری‌های آب‌های تفریحی از جمله استخرهای شنا، چشمه‌های معدنی، اقیانوسها و حمام‌های آب شیرین
- آب آشامیدنی سالم
- مدیریت مواد زائد جامد، از جمله محل‌های دفن زباله، امکانات بازیافت، کود دادن و ایستگاه‌های انتقال زباله‌های جامد
- قرار گرفتن در معرض مواد شیمیایی سمی که ممکن است در محصولات مصرفی، مسکن،  هوا، آب و خاک وجود داشته باشند.
- کنترل حامل‌ها از جمله کنترل پشه‌ها، جوندگان، مگس‌ها، سوسک‌ها و حیوانات دیگر که ممکن است عوامل بیماری‌زا را انتقال دهند.

بر اساس برآوردهای اخیر، حدود ۵ تا ۱۰ درصد از ناتوانی تعدیل سال‌های زندگی (بار استئوپروز) به علت عوامل زیست‌محیطی در اروپا می‌باشد. تاکنون مهم‌ترین عامل آلودگی هوای شهری، ذرات ریز معلق در هوا می‌باشند. به‌طور مشابه، تماس‌های محیطی برای ۴٫۹ میلیون (۸٫۷٪) مرگ و میر و ۸۶ میلیون بار استئوپروز در سطح جهانی، تخمین زده شده‌است.

## اطلاعات
برنامه سم‌شناسی و اطلاعات بهداشت محیط (TEHIP) در کتابخانه ملی پزشکی ایالات متحده (NLM) از یک وب سایت جامع سم‌شناسی و بهداشت محیط زیست که شامل دسترسی به منابع تولید شده توسط TEHIP و ادارات و سازمان‌های دولتی است نگهداری می‌کند. این وب سایت شامل لینک‌های متصل به پایگاه داده‌ها، کتاب‌شناسی، آموزش و دیگر منابع علمی و منابع مصرفی می‌باشد. TEHIP همچنین مسئول سم‌شناسی شبکه اطلاعاتی (TOXNET)، سیستم یکپارچه سم‌شناسی، و پایگاه داده بهداشت محیط می‌باشد که به صورت رایگان در شبکه قابل دسترسی هستند.

## نقشه‌برداری
ابزارهای بسیاری برای نقشه‌برداری بهداشت محیط وجود دارد. TOXMAP یک سیستم اطلاعات جغرافیایی (GIS) از بخش خدمات اطلاعات تخصصی کتابخانه ملی پزشکی ایالات متحده (NLM) می‌باشد که از نقشه‌های ایالات متحده برای کمک به کاربران در کاوش اطلاعات آژانس حفاظت محیط زیست ایالات متحده (EPA)، در مورد انتشار مواد سمی موجود و برنامه‌های تحقیقاتی عمومی، کمک می‌کند. TOXMAP منبعی است که توسط دولت فدرال ایالات متحده سرمایه‌گذاری شده‌است. اطلاعات بهداشت محیطی و شیمیایی TOXMAP از شبکه اطلاعاتی سم‌شناسی NLM و مطالعه دیگر منابع معتبر به‌دست آمده‌است.

## همایش ملی بهداشت محیط
انجمن علمی بهداشت محیط ایران، هر ساله با همکاری دانشگاه‌های علوم پزشکی سراسر کشور، همایشی تحت عنوان همایش ملی بهداشت محیط برگزار می‌کند که در این همایش آخرین دستاوردهای علمی پژوهشی عرصه بهداشت محیط زیست کشور به صورت مقالات سخنرانی و پوستر ارائه می‌گردد. در این همایش که هر ساله با استقبال گسترده علاقه‌مندان برگزار می‌گردد موضوعات مختلفی چون مهندسی آب و فاضلاب، مدیریت پسماند، کنترل آلودگی هوا، کنترل ناقلین و آفات بهداشتی، بهداشت محیط بیمارستان، ارزیابی اثرات محیط زیست، بهداشت مسکن و اماکن عمومی و… مورد بحث و تبادل نظر محققان قرار می‌گیرد. تاکنون ۱۶ همایش در سال‌های
- اولین همایش کشوری بهداشت محیط سال ۱۳۷۴ دانشگاه علوم پزشکی و خدمات بهداشتی درمانی تهران،
- دومین همایش کشوری بهداشت محیط سال ۱۳۷۸ دانشگاه علوم پزشکی و خدمات بهداشتی درمانی تهران،
- سومین همایش کشوری بهداشت محیط سال ۱۳۷۹ دانشگاه علوم پزشکی و خدمات بهداشتی درمانی کرمان،
- چهارمین همایش کشوری بهداشت محیط سال ۱۳۸۰ دانشگاه علوم پزشکی شهید صدوقی یزد،
- پنجمین همایش کشوری بهداشت محیط سال ۱۳۸۱ دانشگاه علوم پزشکی و خدمات بهداشتی درمانی ایران،
- ششمین همایش کشوری بهداشت محیط سال ۱۳۸۲ دانشگاه علوم پزشکی و خدمات بهداشتی درمانی مازندران،
- هفتمین همایش کشوری بهداشت محیط سال ۱۳۸۳ دانشگاه علوم پزشکی شهر کرد،
- هشتمین همایش کشوری بهداشت محیط ۱۳۸۴ دانشگاه علوم پزشکی و خدمات بهداشتی درمانی تهران،
- نهمین همایش کشوری بهداشت محیط سال ۱۳۸۵ دانشگاه علوم پزشکی اصفهان،
- دهمین همایش کشوری بهداشت محیط سال ۱۳۸۶ دانشگاه علوم پزشکی همدان،
- یازدهمین همایش کشوری بهداشت محیط سال ۱۳۸۷ دانشگاه علوم پزشکی زاهدان،
- دوازدهمین همایش کشوری بهداشت محیط  سال ۱۳۸۸ دانشگاه علوم پزشکی شهید بهشتی،
- سیزدهمین همایش کشوری بهداشت محیط سال ۱۳۸۹ دانشگاه علوم پزشکی کرمان،
- چهاردهمین همایش کشوری بهداشت محیط سال ۱۳۹۰ دانشگاه علوم پزشکی شهید صدوقی یزد،[۱۰][۱۱][۱۲][۱۳][۱۴][۱۵][۱۶][۱۷][۱۸]
- پانزدهمین همایش کشوری بهداشت محیط سال ۱۳۹۱ دانشگاه علوم پزشکی گیلان،
- شانزدهمین همایش کشوری بهداشت محیط سال ۱۳۹۲ دانشگاه علوم پزشکی تبریز،
- هفدهمین همایش کشوری بهداشت محیط سال ۱۳۹۳ دانشگاه علوم پزشکی بوشهر[نیازمند منبع]
- هجدهمین همایش کشوری بهداشت محیط سال ۱۳۹۴ دانشگاه علوم پزشکی شیراز

]

- اولین همایش بین‌المللی و نوزدهمین همایش کشوری بهداشت محیط سال ۱۳۹۵ دانشگاه علوم پزشکی تهران

- دومین همایش بین‌المللی و بیستمین همایش کشوری بهداشت محیط سال ۱۳۹۶ دانشگاه علوم پزشکی یزد

## روز جهانی بهداشت محیط
با توجه به اعلام فدراسیون بین‌المللی بهداشت محیط، ۲۶ سپتامبر برابر ۴ مهر هر سال به عنوان «روز جهانی بهداشت محیط» نامیده شده‌است.

روز جهانی بهداشت محیط یک رویداد نمادین سالانه است که در تاریخ ۲۶ سپتامبر (۴ مهر) برگزار می‌شود. این مناسبت توسط فدراسیون بین‌المللی بهداشت محیط (International Federation of Environmental Health - IFEH)، نهادی غیررسمی و غیردولتی متشکل از متخصصان، اساتید و نمایندگان برخی کشورها، معرفی و ترویج می‌شود.
فدراسیون بین‌المللی بهداشت محیط، نهادی مردم‌نهاد و مستقل از سازمان‌های بین‌المللی رسمی همچون سازمان ملل متحد، سازمان جهانی بهداشت (WHO)، سازمان بین‌المللی کار (ILO) و دیگر نهادهای بین‌دولتی است. به همین دلیل، شعارهای سالانه‌ای که این فدراسیون برای روز جهانی بهداشت محیط انتخاب می‌کند، جنبه الزام‌آور یا حقوقی ندارند و بیشتر در راستای ترویج آگاهی عمومی و فرهنگ‌سازی در زمینهٔ بهداشت محیط منتشر می‌شوند.
دفتر مرکزی این فدراسیون در خیابان Hatfields در لندن، انگلستان قرار دارد.
برای کسب اطلاعات بیشتر و مشاهده شعارهای سالانه، وب‌سایت رسمی فدراسیون در دسترس عموم قرار دارد:
www.ifeh.org/wehd

## جشنواره علمی بهداشت محیط
به منظور ارتقاء سطح بهداشت محیط کشور جشنواره علمی بهداشت محیط از سال ۱۳۸۸ توسط انجمن علمی بهداشت محیط ایران هم‌زمان با روز ملی بهداشت محیط برگزار می‌گردد.
تا کنون ۸ دوره از جشنواره در سال‌های 1388 1389 1390 1391 1391 برگزار گردیده‌است لیکن به دلیل تغییر مناسبت جشنواره از روز ملی بهداشت محیط به روز جهانی بهداشت محیط جشنواره پنجم تا مهرماه 1393 به تعویق افتاده‌است.
پنجمین جشنواره علمی بهداشت محیط که قرار بود ۱۱ اسفند سال ۱۳۹۲ برگزار گردد به دلیل تغییر مناسبت جشنواره از روز ملی بهداشت محیط به روز جهانی بهداشت محیط هم‌زمان با ششمین جشنواره علمی بهداشت محیط ایران در سال ۱۳۹۳ برگزار گردید. دبیر اجرایی هر چهار دوره جشنواره‌های قبلی بر عهده آقای آقای اکبر اسلامی عضو هیئت علمی دانشکده بهداشت دانشگاه شهید بهشتی و همچنین دبیر اجرایی ششمین جشنواره علمی بهداشت محیط ایران بر عهده آقای مختاری بوده‌است.

## آزمون موسسات خود کنترلی بهداشتی
تاکنون سیزده دوره آزمون خوداظهاری بهداشتی توسط انجمن علمی بهداشت محیط ایران برگزار شده‌است، اولین آزمون از تاریخ ۹۲/۸/۳۰ شروع شده و به منظور ارتقاء سطح عملکرد بهداشتی مراکز و اماکن عمومی موضوع ماده ۱۳ قانون اصلاح مواد خوردنی، آشامیدنی، آرایشی و بهداشتی انجام شد
در هر کدام از این شرکت‌ها و موسسات خوداظهاری و خود کنترلی بهداشتی صنوف یک نفر کارشناس بهداشت محیط به عنوان مسئول فنی شرکت حضور داشته و سایر کارکنان (با حداقل مدرک کاردانی یا بالاتر در رشته مهندسی بهداشت محیط یا مدرک کارشناسی یا بالاتر در در رشته ایمنی و بهداشت مواد غذایی) شاغل در این زمینه، زیر نظر مسئول فنی فعالیت می‌کنند. فارغ التحصیلان رشته مهندسی بهداشت محیط (با حداقل مدرک کارشناسی) می‌توانند با کسب ۷۰ درصد نمره آزمونی که توسط انجمن علمی بهداشت محیط ایران برگزار می‌گردد در این زمینه مشغول به کار شوند. این شرکت‌ها بر طبق دستورالعمل مؤسسات مشاوره بهداشت محیطی تأسیس شده و بر طبق آن واگذاری کنترل بهداشتی اماکن به بخش خصوصی صورت می‌پذیرد آغاز ثبت نام آزمون موسسات خوداظهاری بهداشت توسط انجمن علمی بهداشت محیط اطلاع‌رسانی می‌شود و داوطلبان تا اعلام نتایج آزمون شرکت‌ها و موسسات خودکنترلی توسط انجمن علمی بهداشت محیط ایران منتظر می‌مانند منابع آزمون خود اظهاری بهداشتی معرفی شده‌است و در چند نوبت نیز انجمن علمی بهداشت محیط ایران با تغییر منابع آزمون خود اظهاری بهداشتی مواجه بوده‌است به‌طوری‌که منابع آزمون خود اظهاری بهداشتی معرفی شده‌اند و تغییر منابع آزمون خوداظهاری و خودکنترلی بهداشتی اطلاع‌رسانی شده‌است.
در ابتدا قرار بود این آزمون چهار بار در سال و در محدوده‌های زمانی دهه اول ماه‌های اردیبهشت، تیر، مهر و دی برگزار گردد که با تغییراتی مواجه شد در حال حاضر ثبت نام تنها از طریق سایت انجمن علمی بهداشت محیط ایران انجام می‌گردد و تاکنون پنج دوره آزمون خوداظهاری بهداشتی توسط انجمن علمی بهداشت محیط ایران برگزار شده‌است  ثبت نام آزمون اولین آزمون موسسات خوداظهاری بهداشت،برگزاری دومین آزمون مؤسسات مشاوره خود کنترل،آغاز دوره جدید ثبت نام در آزمون خوداظهاری بهداشتی هر چند با تعویق برگزاری آزمون خوداظهاری بهداشتی روبرو گردید ولی در نهایت با تعیین آخرین فرصت ثبت نام آزمون خوداظهاری بهداشتی روز پنج شنبه ۱۵ مرداد ماه آزمون به‌طور هم‌زمان در ۱۱ حوزه امتحانی اصفهان، اهواز، تبریز، تهران، کرمان، کرمانشاه، شیراز، ساری، مشهد، همدان و یزد برگزار گردید. در این دوره نزدیک به ۱۲۰۰ نفر در آزمون ثبت نام کرده ولی تعداد ۱۰۷۰ نفر از افرادی که کلیه مراحل ثبت نام را پشت سر گذاشته بودند موفق به حضور در جلسه آزمون شدند و کلید اولیه آزمون نیز اعلام گردیده‌است.